# インディアン・テイルレス・ドッグ
インディアン・テイルレス・ドッグ（英：Indian Tailles Dog）は、アメリカ合衆国原産のネイティブ・アメリカン・ドッグの一種である。

## 歴史
ネイティブアメリカンにより作出・飼育された犬種のひとつで、生い立ち等は一切不明である。尾がその名の通りなくなったのは選択繁殖による改良の結果であると考えられているが、なぜこのような改良が行われたのかも判明していない。
多目的に使われた犬種で、ネズミを狩ったり、小型の動物をセントハント（嗅覚猟）で仕留めたり、番犬として家の見張りを行ったり、ペットとして飼われるのに使われていた。メインはペットとして飼われて番犬も兼ねることで、稀に猟犬として繰り出された。ネズミや害獣は見つけ次第すぐに捕殺した。
アメリカ大陸をヨーロッパ人が侵略した際に、本種の存在が初めて外部に知られた。珍しい犬種であったために数頭がイギリスへ持ち出され、そのうちのひとつがいが当時のウェールズの王子に献上された。この犬は1876年にロンドン動物園で展示され、一般市民の目に初めて触れることになった。
しかし、繁殖が成功したのか、そのつがいが後にどうなったのか、原産地でまだ生存しているのかなどの情報は全く明らかでない。

## 特徴
その姿はポメラニアンに似るといわれているが、狐にも似ているといわれる。ポメラニアンよりも胴はもっと短く、サイズは大きくがっしりした体型をしている。又、犬種名にもなっている本種最大の特徴は尾が生まれつき全くないことである。
マズルは短めで細く、先がとがっている。耳は立ち耳。コートはロングコートで、毛色に特に制限はない。